# Wim Rijvers

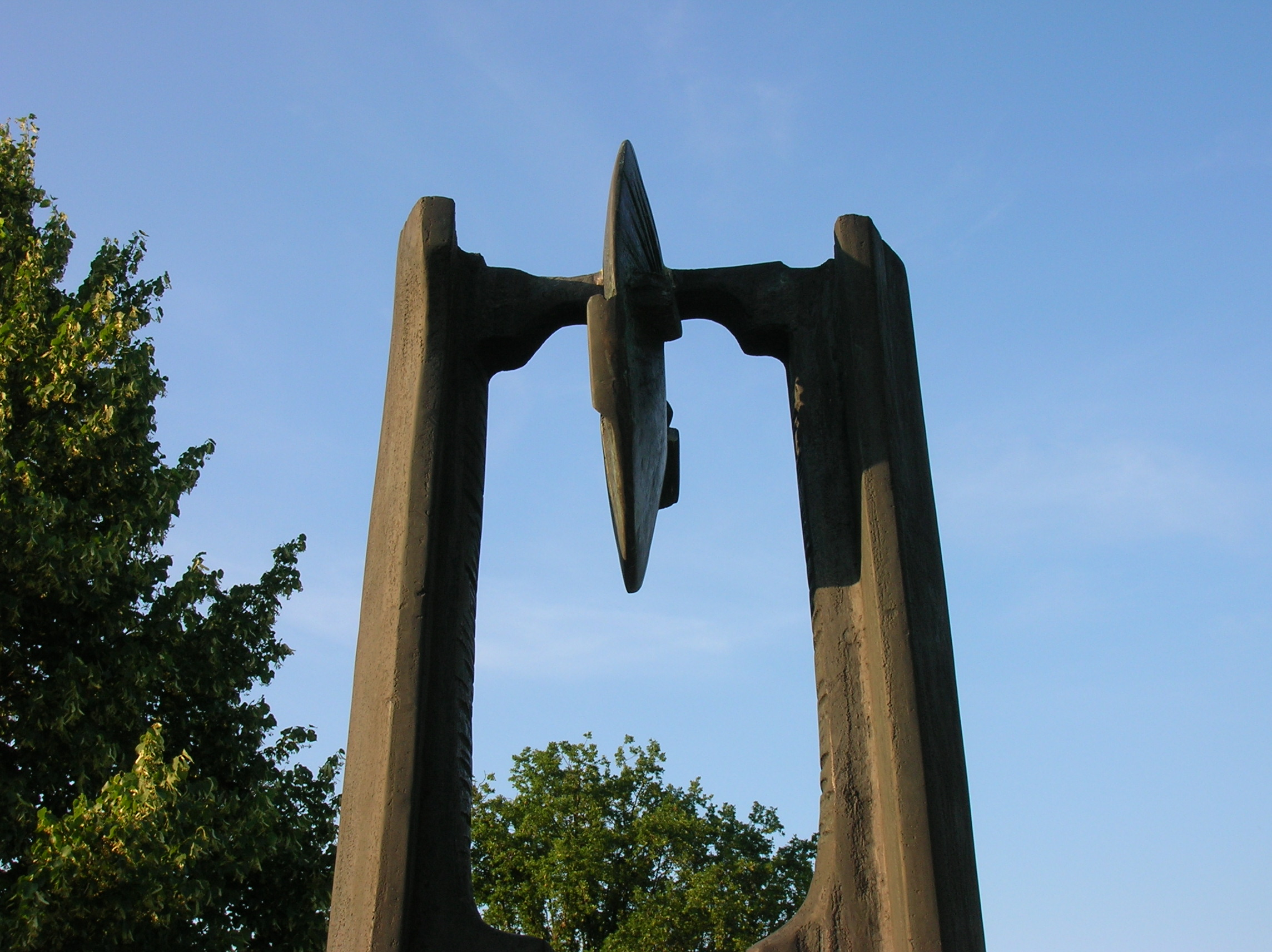
Detail van "De Zon van onze hoop" (1995), Sint Anthonis.

Willem Matheus Gerardus (Wim) Rijvers (Kessel, 27 juli 1927 – Leveroy, 3 februari 2010) was een Nederlandse beeldhouwer.

## Leven en werk
Rijvers ontving zijn opleiding als beeldhouwer aan de Jan van Eyck Academie in Maastricht.
Hoewel zijn vroege werk werd vervaardigd van materialen als aluminium, werkte hij later alleen met brons. Veel van zijn beelden zijn te zien in de openbare ruimte in Noord-Brabant en Limburg. Zo zijn in Baarlo, Blerick, Kessel, Meijel en Sint Anhonis monumenten van zijn hand te vinden ter nagedachtenis aan de Tweede Wereldoorlog.
In 1987 kwam het boek "Wim Rijvers: Beeldhouwer" uit, geschreven door Lei Alberigs en Harrie Tillie met medewerking van Rijvers zelf. Het boek bevat een overzicht van het werk van Rijvers uit de periode 1980 tot 1987.
Rijvers overleed op 3 februari 2010 op 82-jarige leeftijd.